# 郝东云
郝东云（1962年10月12日—），男，内蒙古开鲁县人，生于吉林长春。中国农业生物技术专家，吉林大学教授。主要从事植物功能基因组学和作物生物技术育种等研究工作。

## 生平
1983年毕业于东北师范大学生物系，获理学学士学位。1983年至1986年，在中国市政工程东北设计院污水研究所任助理工程师。1986年入兰州大学生物系深造，1989年获理学硕士学位。1994年毕业于英国爱丁堡大学理学院细胞及分子生物学研究所，获博士学位。
1996年至1999年，在日本理化学研究所筑波生命科学研究中心基因信息银行从事博士后研究。1999年至2003年，在日本产业技术综合研究所基因研究中心任研究员（合同）。2003年至2007年，在吉林大学分子酶学工程教育部重点实验室任教授、博士生导师。2006年被任命为重点实验室副主任，同年获国务院政府特殊津贴。2007年底调入吉林省农业科学院，任生物技术研究中心主任、生物技术首席研究员。
2005年11月加入中国民主同盟。担任民盟吉林省委副主委，民盟中央农业委委员，民盟吉林省农业科学院支部主委等职。是政协吉林省第十届、第十一届委员会委员。